# Tang Baiqiao
 (juin 2019).
Le contenu est difficilement compréhensible vu les erreurs de traduction, qui sont peut-être dues à l'utilisation d'un logiciel de traduction automatique.
Tang Baiqiao, (Chinoise simplement: 唐柏桥  Chinoise traditional: 唐柏橋) est né à Yongzhou le 11 août 1967, est un dissident politique chinois de la province du Hunan qui a participé aux manifestations étudiantes pendant le mouvement démocratique de 1989. Après l'évacuation de la place Tiananmen, Tang a fui les agents du Parti communiste chinois qui l'ont finalement arrêté dans la ville de Jiangmen. Il a été accusé d'être contre-révolutionnaire et emprisonné. À sa libération, il a fui à Hong Kong, où il a co-écrit le rapport Anthems of Defeat: Crackdown. Tang Baiqiao s'est exilé aux États-Unis comme réfugié politique en 1992. Il est diplômé en 2003 avec une maîtrise en affaires internationales de l'université Columbia.

## Biographie
Tang Baiqiao a été un leader étudiant pour la participation et l'organisation du mouvement démocratique étudiant de 1989 dans la province du Hunan. Il figurait sur la liste des mandats d'arrêt émis par le gouvernement chinois après la répression manifestations de la place Tian'anmen le 4 juin. Il a été détenu pendant plus d'un an dans dix  prisons ou centres de détention différents dans les provinces du Hunan et du Guangdong.
L'ancien dirigeant étudiant, Tang Boqiao affirme qu'il existe en Chine une organisation clandestine des droits de l'homme. Il indique qu'elle fonctionne à travers des groupes dans les villes de toute la Chine.Il se présente comme le porte-parole du groupe à l'étranger, et indique qu'elle compte plusieurs centaines de membres, pour la plupart d'anciens étudiants ayant pris part au mouvement pro-démocratique de 1989, emprisonnés et libérés depuis. Le New York Times considère qu'il est impossible de vérifier l'importance de cette organisation.
Il a travaillé comme commentateur spécial pour Radio Free Asia, New Dynasty TV et d'autres programmes. Il est fréquemment interviewé par des médias nationaux et internationaux, notamment ABC, NBC, BBC, The New York Times, The Washington Post, The Wall Street Journal, Newsweek et d'autres médias.

## Publications
- avec Robin Munro : Anthems of Defeat: Crackdown in Hunan Province 1989–1992. Human Rights Watch, New York 1992,  (ISBN 1-56432-074-X).
- avec Damon DiMarco : My Two Chinas: The Memoir of a Chinese Counterrevolutionary. Prometheus Books, Amherst 2011,  (ISBN 978-1-61614-445-6).